# NGC 722
NGC 722 é uma galáxia espiral (Sbc) localizada na direcção da constelação de Aries. Possui uma declinação de +20° 41' 54" e uma ascensão recta de 1 horas, 54 minutos e 46,9 segundos.
A galáxia NGC 722 foi descoberta em 2 de Dezembro de 1861 por Heinrich Louis d'Arrest.